# (500071) 2011 VE19
(500071) 2011 VE19 es un asteroide perteneciente al cinturón de asteroides, descubierto el 18 de octubre de 2011 por el equipo del Mount Lemmon Survey desde el Observatorio del Monte Lemmon, Arizona, Estados Unidos.

## Designación y nombre
Designado provisionalmente como 2011 VE19.

## Características orbitales
2011 VE19 está situado a una distancia media del Sol de 3,080 ua, pudiendo alejarse hasta 3,338 ua y acercarse hasta 2,822 ua. Su excentricidad es 0,083 y la inclinación orbital 10,09 grados. Emplea 1975,07 días en completar una órbita alrededor del Sol.

## Características físicas
La magnitud absoluta de 2011 VE19 es 16.